# Bernardino Cantone
Bernardino Cantone (o Bernardo) (o Cantoni) (Balerna, 1505 – Genova, tra il 1576 il 1580) è stato un architetto svizzero attivo a Genova, dove ricoprì per molti anni l'incarico di architetto camerale.

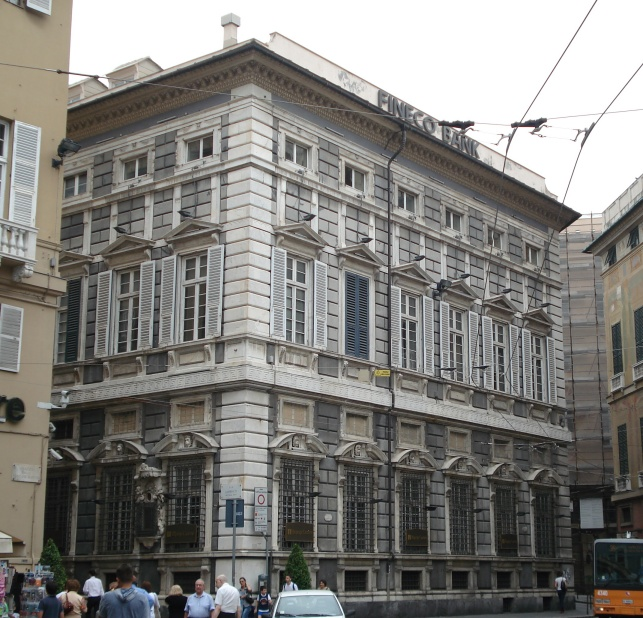
Palazzo Pallavicini Cambiaso, Genova

Benché sia stato uno dei protagonisti del rinnovamento urbanistico di Genova nella seconda metà del Cinquecento, fu per molto tempo considerato solo un professionista di grande competenza, ma non gli venne riconosciuto un ruolo di architetto creativo. In epoche recenti studi del Poleggi hanno rivalutato la sua figura, anche se i suoi lavori appaiono ispirati da forti personalità dell'epoca, come Galeazzo Alessi e Bernardo Spazio, con i quali collaborò a lungo.

## Biografia
Nacque a Balerna (Canton Ticino), da una famiglia originaria di Cabbio, gli Augustoni, che intorno al XVI secolo avevano mutato il proprio nome in quello di Cantone, dal soprannome con cui erano identificati fin dal secolo precedente.
Nel 1519, appena quattordicenne, si trasferì a Genova, dove numerosi suoi concittadini operavano fin dal XII secolo come maestri antelami. Nel 1527 si hanno le sue prime notizie in un'opera pubblica, la creazione della "piazza di Ferreria" (embrione dell'attuale piazza Matteotti) e pochi anni più tardi, nel 1531, passò stabilmente alle dipendenze del comune di Genova, collaborando alla creazione di piazza di Ponticello (1535-1538), ora scomparsa, all'ampliamento di piazza Fossatello (1539) e alla ricostruzione della Lanterna nel 1543, collaborando con Francesco di Gandria, allora architetto del Comune.
In quello stesso periodo, accanto al suo impegno nei lavori pubblici, iniziò anche l'attività di architetto privato, con progetti per diverse case patrizie genovesi (il primo progetto di cui si abbia conoscenze, nel 1542, fu quello per il palazzo Cicala in piazza dell'Agnello e l’anno seguente nel palazzo Doria-Spinola, in collaborazione con Giovan Battista Castello).

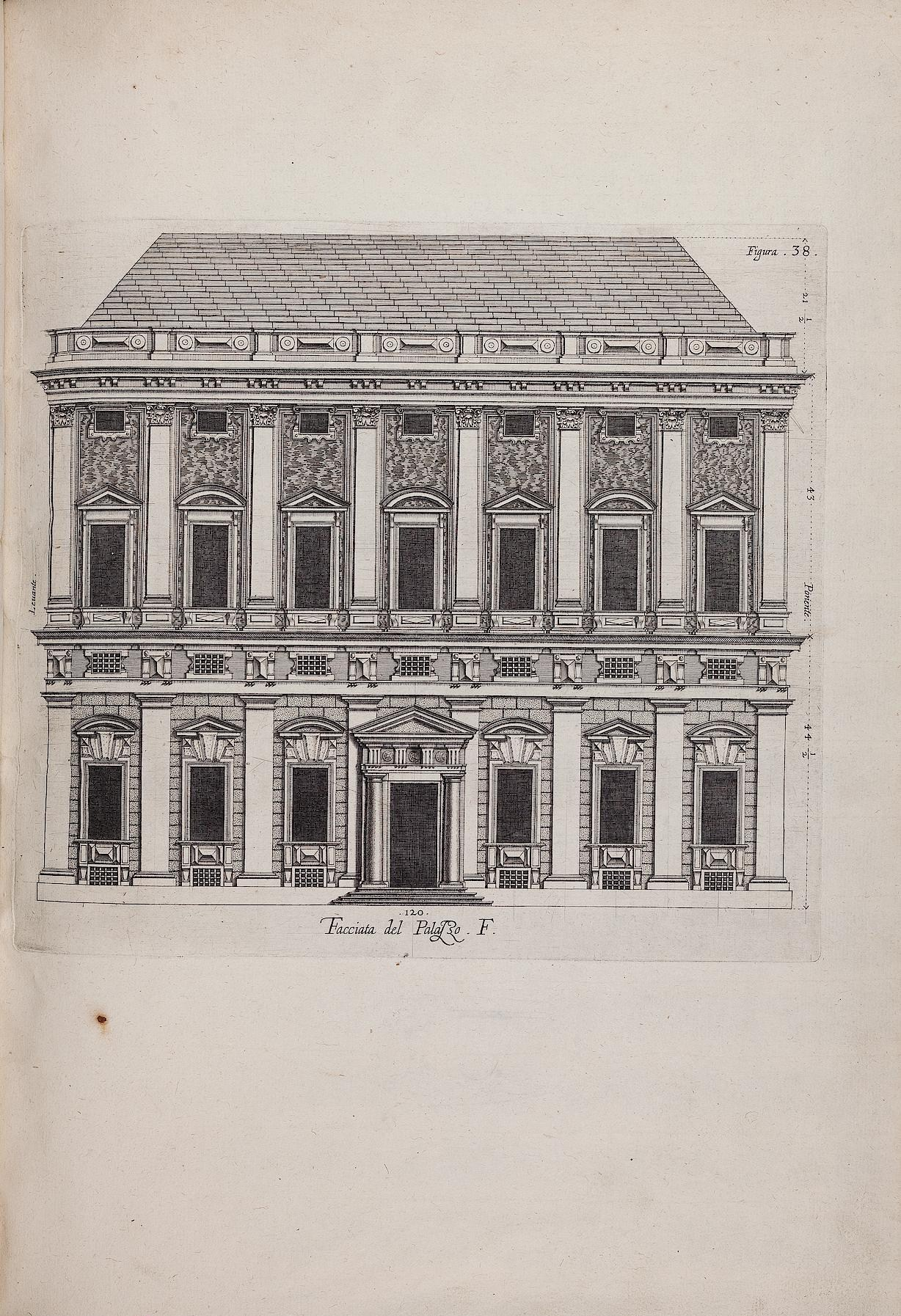
Palazzo Angelo Giovanni Spinola, Strada Nuova

Nel 1546 successe a Francesco di Gandria come architetto camerale, incarico che avrebbe ricoperto fino ad età avanzata. In tale veste furono numerosi i suoi interventi in progetti di opere pubbliche, ma quello di gran lunga più importante fu quello per l'apertura di Strada Nuova, decisa nel 1551, operazione urbanistica che alcuni decenni più tardi avrebbe avuto una grande risonanza anche in campo internazionale, grazie soprattutto ai disegni di Rubens pubblicati nel volume Palazzi di Genova (1622).
I criteri innovativi di questa operazione, sia riguardo alla pianificazione urbanistica che alle strutture dei palazzi che prospettano sulla via, hanno portato per lungo tempo ad attribuirne al paternità a Galeazzo Alessi, il celebre architetto perugino attivo a Genova in quello stesso periodo, ritenendo il Cantone solo il direttore tecnico dei lavori. Studi recenti hanno invece documentato il ruolo fondamentale avuto dall'architetto ticinese nel progetto della nuova via. Nella relazione finale dei lavori, datata 22 maggio 1558, viene documentato il suo impegno sia per la parte progettuale che per la gestione tecnica e amministrativa del cantiere.
Con questa iniziativa urbanistica si venne a creare un lussuoso quartiere residenziale ai margini del quartiere della Maddalena, tra i vicoli del centro storico e l'altura di Castelletto. Nel frattempo, a partire dal 1556, iniziava la sua collaborazione con l'Alessi nel cantiere della chiesa dell'Assunta di Carignano, attività durata fino al 1567, come documentato da un fitto carteggio tra i due.
Nonostante i suoi impegni pubblici e quelli derivanti dalla collaborazione con l'Alessi, grazie al prestigio conseguito ottenne in quello stesso periodo nuovi incarichi per conto di privati, nella duplice veste di progettista e costruttore, avvalendosi anche della collaborazione di altri maestri, ognuno con una propria specializzazione. Incarichi che vanno da consulenze ad altri architetti, alla ristrutturazione di dimore signorili fino alla completa progettazione e costruzione di palazzi e ville.
Tra questi ultimi, diversi dei palazzi affacciati sulla stessa Strada Nuova.
Nell'ambito dei suoi incarichi pubblici, tra il 1565 e il 1568 realizzò al Molo la nuova sede della magistratura dell'Abbondanza, trasformando un palazzetto già esistente, e nel 1572 un primo progetto di massima per la costruzione della chiesa di San Pietro in Banchi, poi perfezionato e portato a compimento nel 1585 dal "Vannone". Dopo tale data appare impegnato solo in lavori minori, prevalentemente di restauro, al servizio del Comune. Nel 1576 lasciò la carica di architetto camerale, ruolo in cui gli successe Giovanni Ponzello. Morì a Genova in una data non conosciuta tra il 1576 e il 1580 e fu sepolto nella chiesa della Nunziata.

## Opere d'architettura
- 1542, Palazzo di Nicola Cicala, piazza dell'Agnello[1][2][4]
- 1543, Palazzo Doria-Spinola, in collaborazione con Giovan Battista Castello[2][3]
- 1551-1558 Realizzazione di Strada Nuova (attuale via Garibaldi)[1]
- 1556-1557, Basilica di Santa Maria Assunta (Genova), come collaboratore di Galeazzo Alessi[1][2]
- 1558-1563 Villa Lercari Sauli, via Don Daste 8, a Sampierdarena, con la collaborazione di Bernardo Spazio. La villa Lercari Sauli, detta "La Semplicità", forma con la villa Grimaldi ("La Fortezza") opera di Bernardo Spazio, e villa Imperiale ("La Bellezza"), dei fratelli Ponzello, il complesso di ville cinquecentesche di Sampierdarena noto come "triade alessiana", perché ispirate allo stile innovativo del grande architetto perugino[1][2]
- 1558-1563, palazzo Agostino Pallavicini, al n. 1 di Strada Nuova, in passato tradizionalmente attribuito all'Alessi[1][2]
- 1558-1564, Palazzo Angelo Giovanni Spinola, ora Doria, al n. 5 di Strada Nuova[1][5]
- 1559-1565, palazzo di Nicolosio Lomellino, ora Podestà, al n. 7 di Strada Nuova, in collaborazione con Giovan Battista Castello[1]
- 1563-1566 Palazzo Gio Battista Spinola, al n. 6 di Strada Nuova, dove ebbe la collaborazione del Castello. Pur alterato da modifiche nel secolo successivo, è uno dei palazzi con la struttura architettonica più innovativa[1][2][6]
- 1565, Palazzo Agostino De Franchi, piazza della Posta Vecchia 3, forse con la collaborazione del Castello[2]
- 1565-1568 ristrutturazione dei cosiddetti Magazzini dell'Abbondanza[1]
- 1565-1570, Palazzo Bartolomeo Lomellini (poi Rostan-Reggio, ora istituto tecnico "Vittorio Emanuele II", largo della Zecca 4), identificato dal Poleggi con il palazzo "I" del Rubens. Inizialmente il Cantone ebbe la collaborazione del Castello, ma dopo il trasferimento di questi in Spagna (1567) rimase l'unico responsabile del progetto e del cantiere[1][2]
- 1572 progetto preliminare per la chiesa di San Pietro in Banchi[1][2]